# Lucille Bliss
Lucille Bliss (31. marts 1916 - 8. november 2012) var en amerikansk skuespillerinde og stemmekunstner.

## Filmografi
- Crusader Rabbit (1950)
- Cinderella (1950)
- A Kiddies Kitty (1955)
- The Waggily Tale (1958)
- 101 Dalmatians (1961)
- Space Kidettes (1966)
- Funnyman (1967)
- The Tiny Tree (1975)
- The Flintstones' Christmas (1977)
- The Flintstones Little Big League (1978)
- Casper the Friendly Ghost: He Ain't Scary, He's Our Brother (1979)
- Hug Me (1981)
- The Smurfs (1981-1989)
- The Secret of NIMH (1982)
- The Great Bear Scare (1983)
- Rainbow Brite: San Diego Zoo Adventure (1983)
- Strong Kids, Safe Kids (1984)
- Assassination (1987)
- The Night Before (1989)
- Miracle Mile (1989)
- Betty Boop's Hollywood Mystery (1989)
- Tales of the City (1993) – Cable Car Lady
- Thumbelina (1994)
- Space Quest VI: The Spinal Frontier (1995)
- Scream (1996)
- Wacked (1997)
- Battlestar Galactica (2003)
- Blue Harvest Days (2005)
- Robots (2005)
- Avatar: The Last Airbender (2004)
- Invader ZIM (2001-2006)
- Up-In-Down Town (2007)